# Kunsthochschule Kassel
La Kunsthochschule Kassel (École des beaux-arts de Cassel) est une université des beaux-arts établie à Cassel, en Allemagne. 
Fondée en 1777, c'est un département semi-autonome de l'université de Cassel.

## Personnalités liées à l'établissement
- Albert Aereboe (de)
- Peter Angermann
- Carl Bantzer
- Paul Baum
- Julius Bien (1826-1909)
- August Bromeis
- Paul Ehrhardt (1888-1981), étudiant 1929-1931
- Hans Fähnle (de)
- Fritz Gils (de)
- Ludwig Emil Grimm
- Karl Hassenpflug (de)
- Johann Erdmann Hummel
- Max Lieberg (de)
- Hans Meyer-Kassel (de)
- Johann August Nahl
- Samuel Nahl (de)
- Ernst Odefey (de)
- Teo Otto (de)
- Ernst Penzoldt (de)
- Ernst Friedrich Ferdinand Robert (de)
- Johann Christian Ruhl (de)
- Julius Eugen Ruhl (de)
- Ludwig Sigismund Ruhl (de)
- Hans Sauter (en) (1877-1961), devient professeur en 1919, directeur de 1931 à 1933
- Johann Heinrich Tischbein
- Curt Witte (de) (1882-1959), professeur de 1916 à 1932, directeur de 1925 à 1931
- Justus Heinrich Zusch (de)